# Astigmata
Astigmata — підряд кліщів ряду Sarcoptiformes. Вважається, що підряд Astigmata еволюційно тісно пов'язаний з другим підрядом ряду Sarcoptiformes — панцирними кліщами (Oribatida), хоча молекулярні дослідження не підтверджують цей зв'язок. В Astigmata є преімагінальна стадія, яка не живиться, спеціально пристосована для форетичного розповсюдження та стійка до несприятливих умов. Представники підряду широко поширені у всіх кліматичних зонах. Astigmata — одна з найрізноманітніших груп кліщів, переважна більшість видів живуть як коменсали або паразити на різних господарях (комахах, птахах та ссавцях); мешкають на хутрі, пір'ї, шкірі та навіть можуть заселяти легені та шлунок. Зустрічаються також види, що мешкають в ґрунті, лісовому опаді, корі дерев.